# Бойко, Татьяна Семёновна
Татьяна Семёновна Бойко (род. 24 ноября 1955, Витебск), в девичестве Шляхто — советская белорусская легкоатлетка, специалистка по прыжкам в высоту. Выступала за сборную СССР по лёгкой атлетике в середине 1970-х годов, обладательница серебряной медали Универсиады в Софии, победительница и призёрка первенств всесоюзного значения, участница летних Олимпийских игр в Монреале. Представляла Минск и спортивное общество «Буревестник». Кандидат юридических наук, судья Конституционного суда Республики Беларусь.

## Биография
Татьяна Шляхто родилась 24 ноября 1955 года в городе Витебске Белорусской ССР.
В детстве увлекалась танцами, с шести лет выступала в ансамбле «Зорачка». С семи лет стала посещать секцию лёгкой атлетики, проходила подготовку под руководством тренера Михаила Моисеевича Шура.
В течение трёх лет училась в Витебском технологическом институте лёгкой промышленности по специальности «конструктор верхних швейных изделий», затем вышла замуж за прыгуна с шестом Валерия Бойко и переехала на постоянное жительство в Минск, где поступила на механико-метаматический факультет Белорусского государственного университета (позднее перевелась на юридический факультет). Была подопечной заслуженных тренеров Павла Наумовича Гойхмана и Елизаветы Ивановны Сосиной. Состояла в добровольном спортивном обществе «Буревестник».
Впервые заявила о себе на взрослом всесоюзном уровне в сезоне 1975 года, когда на зимнем чемпионате СССР в Ленинграде с результатом 1,78 метра выиграла в прыжках в высоту серебряную медаль — уступила здесь только москвичке Галине Филатовой.
В 1976 году получила серебро на зимнем чемпионате СССР в Москве (1,81). Попав в состав советской сборной, выступила на чемпионате Европы в помещении в Мюнхене, где показала результат 1,80 метра и заняла итоговое 14-е место. На летнем чемпионате СССР в Киеве превзошла всех своих соперниц и завоевала золотую медаль, при этом стала второй советской прыгуньей после Галины Филатовой, сумевшей взять планку в 1,90 метра. Благодаря череде удачных выступлений удостоилась права защищать честь страны на летних Олимпийских играх в Монреале — благополучно преодолела предварительный квалификационный этап прыжков в высоту, тогда как в финале с результатом 1,87 метра разместилась на шестой позиции.
После монреальской Олимпиады Татьяна Бойко ещё в течение некоторого времени оставалась действующей спортсменкой и продолжала принимать участие в крупнейших всесоюзных стартах. Так, в 1977 году с личным рекордом 1,89 метра она победила на зимнем чемпионате СССР в Минске, с результатом 1,87 метра была лучшей на летнем чемпионате СССР в Москве. Будучи студенткой, представляла Советский Союз на Универсиаде в Софии, откуда привезла награду бронзового достоинства (1,86).
Планировала принять участие в Олимпийских играх 1980 года в Москве, но незадолго до Игр получила травму и не смогла пройти отбор.
Завершила спортивную карьеру по окончании сезона 1982 года.
Впоследствии проявила себя на юридическом поприще, преподавала на юридическом факультете БГУ. Автор научных работ в области финансового права, доцент, кандидат юридических наук — защитила диссертацию на тему «Правовое регулирование государственного внутреннего кредита». В 1997 году была избрана судьёй Конституционного суда Республики Беларусь. Есть дочь Ирина, также юрист.
Внесена в санкционные списки балтийских стран.